# Delflandse Buitensluis

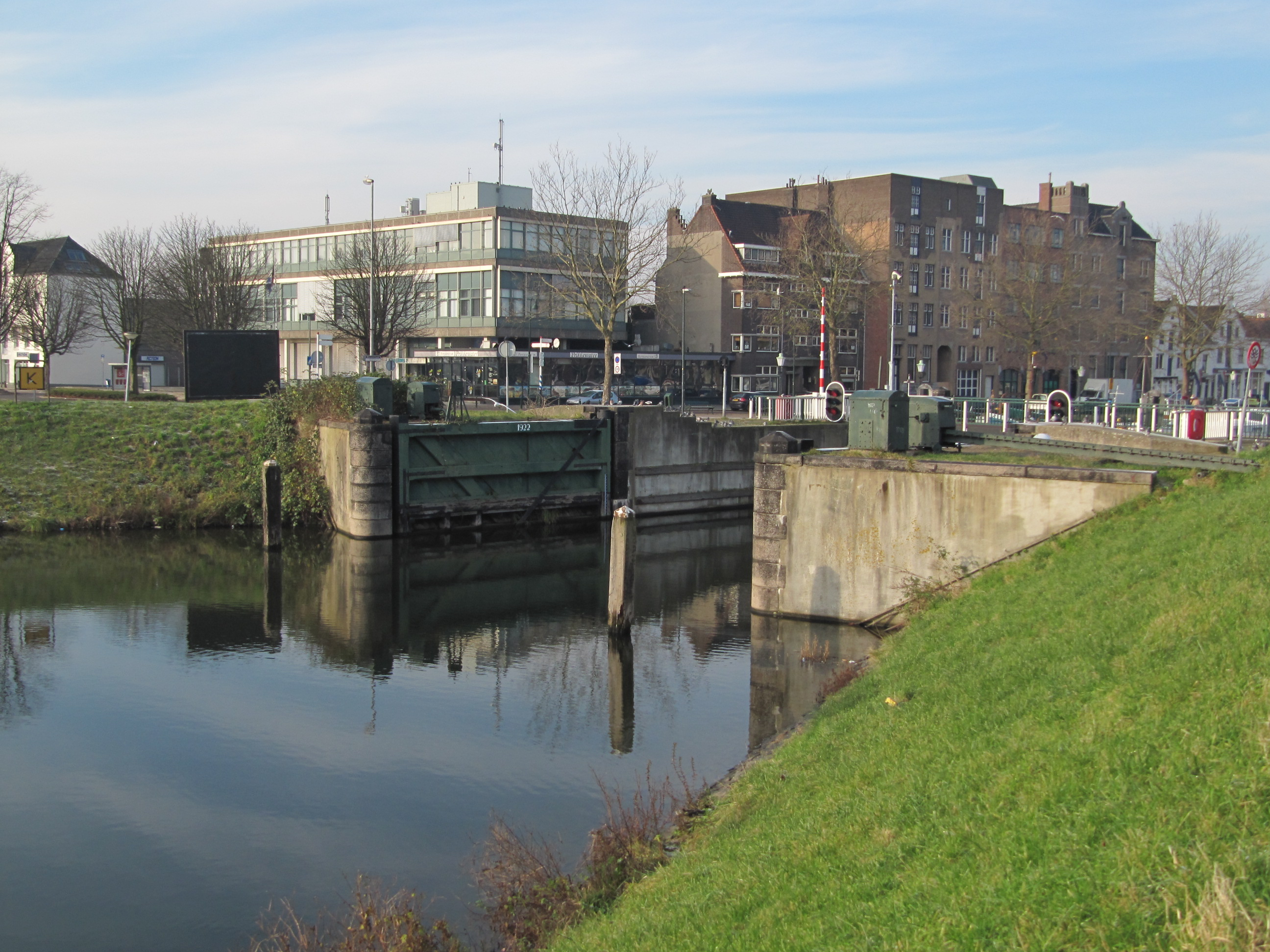
Delflandse Buitensluis

De Delflandse Buitensluis is een schutsluis in Vlaardingen, in de Nederlandse provincie Zuid-Holland. De sluis faciliteert het passeren van schepen van de Buitenhaven naar de Oude Haven en vice versa. De Delflandse Buitensluis is tegenwoordig voornamelijk nog van betekenis voor de pleziervaart. Kleine bootjes kunnen door de Oude Haven via de Vlaardinger Driesluizen naar de Vlaardingervaart doorvaren. Grotere schepen kunnen niet verder dan de Oude Haven.
De openingstijden van de sluis zijn onder meer afhankelijk van de dienstregeling van de Nederlandse Spoorwegen, omdat over de sluis een spoorbrug ligt die deel uitmaakt van de Hoekse Lijn. Schepen dienen zich bij de Havendienst te melden voor de bediening van de sluis.
De huidige sluis, spoorbrug en de Deltabrug voor het autoverkeer zijn in 1995 tegelijkertijd aangelegd, als sluitstuk van de dijkverhoging.

## Geschiedenis
In 1888 werd begonnen met de aanleg van de Hoekse Lijn. Deze loopt grotendeels over een waterkerende dijk. Bij de aanleg van de Hoekse Lijn werd een keersluis in de dijk aangebracht die de toegang tot de Oude Haven bij hoog water afsloot. Vlaardingen werd door de spoordijk beschermd tegen wateroverlast.

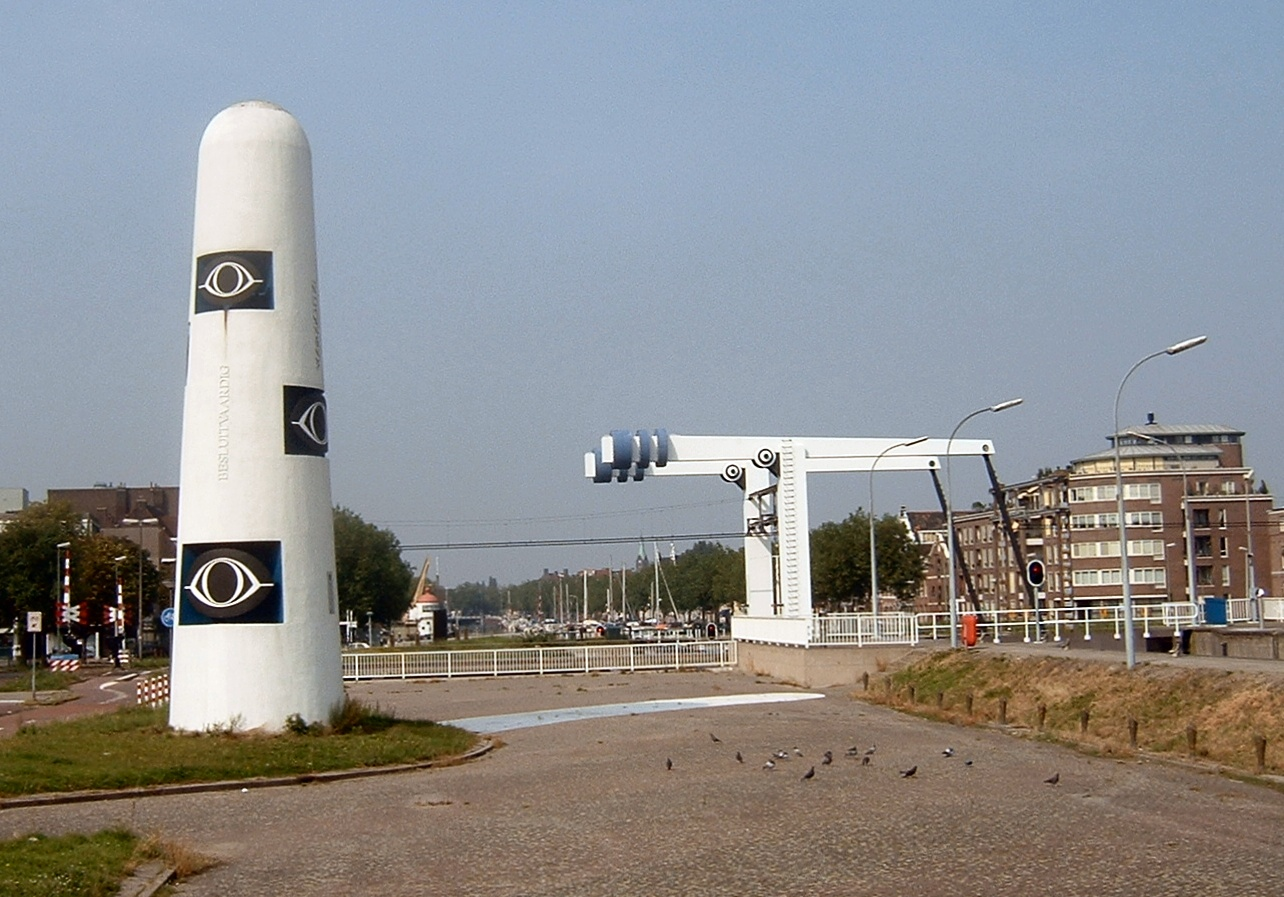
Het monument "Wakend Oog"

Na de stormvloed van 13 januari 1916 werd door het Hoogheemraadschap van Delfland bepaald dat de dijken in Vlaardingen moesten worden verhoogd. Hiervoor zouden 168 winkelhuizen en 18 pakhuizen aan de Hoogstraat moeten worden afgebroken. Het gemeentebestuur protesteerde en in 1919 werd een overeenkomst met het hoogheemraadschap afgesloten waarbij werd bepaald dat de stad een tweede sluis ten noorden van de keersluis diende te bouwen, samen met waterkerende dijken. De dubbele sluis die daarmee ontstond was nooit als schutsluis bedoeld. De Oude Haven bleef een getijdehaven; de sluisdeuren werden slechts tijdens een periode van extreem hoogwater gesloten.
Tijdens de Watersnoodramp van 1953 hield de kering ternauwernood stand. Het water sloeg over de spoordijk, maar het achtergelegen land liep niet onder. Een onderdeel van het Deltaplan was de aanleg van een nieuwe dijk, ten zuiden van de spoordijk. In deze Deltadijk werd de Delflandse Buitensluis opgenomen, die de bestaande keersluis verving.
Een monument herinnert aan de voltooiing van deze waterkering.

## Spoorhaven
Bij de aanleg van de Hoekse Lijn werd ten zuiden ervan ten zuidwesten van de sluis ook een haventje met laad- en loskade ten behoeve van goederentransport aangelegd. Deze Spoorhaven is nooit een succes geweest en diende tot in de jaren 50 van de 20e eeuw voornamelijk als onderkomen voor het drijvende zwembad van de stad. Na de bouw van het Kolpabad in 1955 is de haven gedempt.
Ten zuidoosten was een verbinding tussen de Oude Haven en de Koningin Wilhelminahaven. Deze verbinding bevond zich ter hoogte van het huidige Grote Visserijplein en werd naderhand gedempt.